# Kaple svatého Františka Serafinského (Velká Jesenice)
Kaple svatého Františka Serafinského je římskokatolická kaple v obci Velká Jesenice, na vrchu Varta nad obcí. Je postavena v novorománském slohu ve tvaru půlelipsy a čelem je orientována k vesnici. Od roku 1995 je chráněna jako kulturní památka České republiky.
Vrch Varta je v některých knihovních záznamech i na starých mapách nazýván u sv. Františka. Správné a nejstarší pojmenování je „Na Vartě“. Zdaleka viditelná výšina se stromy a kaplí je dominantou obce a v minulosti sloužila i jako vojenská hláska. Kaple je od roku 2004 je součástí znaku a vlajky obce Velká Jesenice.

## Historie
V roce 1820 byl na vrchu vztyčen dřevěný kříž s dvojitými kovovými rameny (symbol Staroslovanské církve) na památku kněze Nikolaje Hradeckého, který byl v roce 1645 zastřelen ze msty statkářem z Roztok. Podle jedné verze zde, podle druhé v Rudlantě za současnou Volovkou na tehdy jediné cestě mezi Velkou Jesenicí a Zvolí.
V roce 1868 byla místo kříže postavena kaple se staroslovanským křížem. Kapli vysvětil farář Jan Evangelista Havelka za asistence kněze Ignáce Budiny a místního kaplana Václava Uhlíře. Kaple byla opravena v letech 1974-1975 a znovu v roce 2008.